# Mallodeta sanguipuncta
Mallodeta sanguipuncta är en fjärilsart som beskrevs av Druce 1898. Mallodeta sanguipuncta ingår i släktet Mallodeta och familjen björnspinnare. Inga underarter finns listade i Catalogue of Life.